# Sparda-Bank Hamburg
Die Sparda-Bank Hamburg eG ist eine deutsche Genossenschaftsbank mit Sitz in Hamburg. Sie ist Teil des Verbandes der Sparda-Banken und Mitglied im Bundesverband der Deutschen Volksbanken und Raiffeisenbanken. Das Unternehmen hat 367 Mitarbeiter und 266.000 Kunden.

## Geschichte

### Gründung
Die Geschichte der Sparda-Bank Hamburg eG begann im Jahr 1903 am damaligen Bahnhof Hamburg-Altona. Am 8. Juli 1903 fand in Altona eine Versammlung von Eisenbahnern statt, in der ein Ausschuss für die Ausarbeitung eines Satzungsentwurfes für eine Spar- und Darlehnskasse gewählt wurde. Am 23. November 1903 fand dann die endgültige Gründungsversammlung am Altonaer Bahnhof statt. An dieser Versammlung nahmen 70 Eisenbahner der damaligen Kgl. Eisenbahndirektion Altona teil, von denen 62 nach Verlesung des Satzungsentwurfs der Genossenschaft sofort als Mitglieder beitraten. In der gleichen Versammlung wurde auch bereits der erste Aufsichtsrat gewählt, der nach der damaligen Satzung aus 12 Mitgliedern bestehen musste und dieser wählte anschließend den aus 9 Personen bestehenden ersten Vorstand. Die damalige Preußisch-Hessische Staatseisenbahnverwaltung, die von jeher für ihr Personal durch Schaffung und Förderung von Sozialeinrichtungen gesorgt hatte, stand von vornherein auch der Gründung der Spar- und Darlehnskassen wohlwollend gegenüber.
Am 5. Januar 1904 erfolgte die Eintragung in das Genossenschaftsregister des königlichen Amtsgerichts in Altona unter der Nummer 13 mit dem Namen Spar- und Darlehnskasse von Eisenbahnbediensteten im Eisenbahndirektionsbezirk Altona, eingetragene Genossenschaft mit beschränkter Haftpflicht.

### 1904–1929: Erster Weltkrieg und Inflation
Im April 1908 erfolgte die erste Änderung der Firmenbezeichnung in Eisenbahn-Spar- und Darlehnskasse G.m.b.H. Altona. Bis Ende 1913 waren 3119 Eisenbahner in die Genossenschaft eingetreten. Die Mitgliederzahl stieg während des Ersten Weltkriegs weiter auf 3376 Eisenbahner an, und auch die Guthaben in Höhe von 67.962 Mark waren trotz der Kriegsjahre kaum geschrumpft.
Während der Hyperinflation im Jahr 1923 führte die Sparda-Bank Hamburg am 9. Januar 1923 das gebührenfreie Girokonto ein, um der Eisenbahnverwaltung die Gehaltszahlungen zu erleichtern.

### 1930–1945: Börsencrash und Zweiter Weltkrieg
Die Machtübernahme der Nationalsozialisten 1933 blieb auch für die 1932 in Reichsbahn-Spar- und Darlehnskasse umbenannte Bank nicht ohne Folgen. Trotz der erzwungenen Gleichschaltung während der Diktatur der Nationalsozialisten hatte die Kasse Ende 1933 eine Bilanzsumme von mehr als vier Millionen Reichsmark und mehr als 10.000 Mitglieder. Nach Kriegsende entließ die britische Militärregierung Vorstandsmitglieder, Konten wurden beschlagnahmt und die Zahlung von Zinsen wurden verboten. Die Eisenbahnverwaltung hielt jedoch durch Liquiditätshilfen den Geschäftsbetrieb am Laufen, sodass alle notwendigen Geldzahlungen an die Mitglieder geleistet werden konnten.

### Währungsreform 1948
Im Zuge der Währungsreform 1948 wurden fast 25.000 Konten bei der Sparda-Bank Hamburg umgestellt und bis zur Aufstellung der Umstellungsrechnung vom 31. Mai 1949 wurden rund 22,6 Millionen Reichsmark in etwa 1,5 Millionen DM an Sichteinlagen und rund 9,5 Millionen Reichsmark in etwa 620.000 DM an Spareinlagen umgestellt. Der erhöhte Arbeitsaufwand durch die Währungsumstellung musste neben dem laufenden Geschäftsbetrieb bewältigt werden. Sechs Jahre nach Einführung der D-Mark erreichte die Bilanzsumme Ende 1953 rund 13,5 Millionen D-Mark, und die Eisenbahn-Spar- und Darlehnskasse Hamburg e.G.m.b.H. hatte mehr als 31.000 Mitglieder.

### Beginn der EDV
Der Anstieg in der Mitgliederzahl und der damit massive Anstieg von Buchungsvorgängen ließ sich auf Dauer nicht mehr manuell bewältigen. Der Übergang zu einer modernen Datenverarbeitung wurde daher bereits 1960 mit dem Übergang auf die halbelektronische Buchungsweise eingeleitet. Im September 1967 erfolgte die Umstellung auf eine IBM Lochkartenanlage 1001/1005, der 1970 eine UNlVAC-9300-Bandanlage folgte.

### 1978: Zentrale in Altona und Erschließung neuer Kundenkreise
Bis in die 1970er-Jahre war die Bank über mehrere Etagen des Direktionsgebäudes der Bundesbahn in Altona verteilt. Im Jahr 1975 wurde mit dem Kauf des ehemaligen Stammsitzes des Körper- und Haarpflegemittelherstellers Dralle gegenüber dem Altonaer Bahnhof eine Zentrale gefunden, die alle gestellten Anforderungen erfüllte. 1978 wurde der Umbau des Gebäudes vollendet und der Geschäftsbetrieb wurde in der neuen Zentrale am 13. März 1978 in der Präsident-Krahn-Straße (benannt nach dem ersten Präsidenten der Eisenbahndirection Altona Carl Krahn) aufgenommen. Der Service und die Dienstleistungen des Bankinstituts waren nicht mehr nur den Eisenbahnern zugänglich, denn die Eisenbahn- Spar- und Darlehnskasse Hamburg begann, sich neue Kundenkreise zu erschließen.

### Umbenennung in Sparda-Bank Hamburg
Für den Weg zur Universalbank war die Übernahme von drei Filialen der Allgemeinen Beamtenbank im Jahr 1980 entscheidend. Im Januar 1979 benannte sich die Bank in Sparda-Bank Hamburg um.

### Seit 2000: Jubiläum und Wachstum
Mit Beginn der 2000er Jahre hatte die Sparda-Bank Hamburg 111.134 Mitglieder, 342 Mitarbeiter und eine Bilanzsumme von 1,9 Mrd. Euro.
2003 feierte das Unternehmen seinen 100. Geburtstag und stieg 2006 als eine der ersten deutschen Banken in das TAN-Verfahren ein. In den Folgejahren wurden zudem weitere Filialen eröffnet: Stand 2013 waren es 25, verteilt auf das gesamte Geschäftsgebiet. Auch im sozialen Bereich engagierte sich das Unternehmen: 2009 wurde die Sparda-Bank Hamburg Stiftung gegründet, die sich für Mitglieder einsetzt, die unverschuldet in Not geraten sind. Seit 2013 arbeitet die Sparda-Bank Hamburg als eines der ersten Unternehmen der Branche klimaneutral.
2024 kaufte die Bank ein Grundstück in Ottensen, auf dem eine neue Unternehmenszentrale gebaut werden soll. Am derzeitigen Standort der Bank sollen stattdessen rund 60 Wohnungen entstehen.

## Unternehmensstruktur
Die Sparda-Bank Hamburg gehört dem Verband der Sparda-Banken an. Als eine der elf selbstständigen Sparda-Banken ist sie Mitglied im Bundesverband der Deutschen Volksbanken und Raiffeisenbanken und gehört dem Cashpool an. Die Bilanzsumme im Jahr 2024 betrug 5,2 Mrd. Euro, die Bank hatte 211.000 Mitglieder und 266.000 Kunden.

### Geschäftsausrichtung
Seit ihrer Gründung ist die Sparda-Bank Hamburg gemäß ihrer Satzung eine genossenschaftlich organisierte Bank. Gemäß dem Leitsatz „Was dem Einzelnen nicht möglich ist, das vermögen viele!“ (Friedrich Wilhelm Raiffeisen (1818–1888), deutscher Sozialreformer und Begründer der Genossenschaftsidee) sieht es die Sparda-Bank als ihre Aufgabe, das Wohl sowohl des Einzelnen, als auch der Gemeinschaft zu mehren. Das Ziel ihres Handels gilt daher dem langfristigen und nachhaltigen Wirtschaften und nicht einer kurzfristigen Gewinnmaximierung. In einer Genossenschaftsbank sind die Kunden der Bank mit dem Zeichnen von mindestens einem Geschäftsanteil auch Mitglieder der Genossenschaft (früher Genossen). Bis zu 200 Anteile können Kunden der Sparda-Bank erwerben.

### Geschäftsgebiet
Der Geschäftsbereich erstreckt sich über Hamburg, Schleswig-Holstein und das nördliche Niedersachsen. Dort werden insgesamt 19 Geschäftsstellen und 12 SB-Center betrieben.

### Produkte und Dienstleistungen
Die Sparda-Bank Hamburg betreibt das Universalbankgeschäft und bietet für Privatkunden Finanzdienstleistungen auf den Gebieten Baufinanzierung, Ratenkredite, Anlageprodukte und Giro. Im Verbundgeschäft arbeitet sie mit der DZ Bank, DEVK, Bausparkasse Schwäbisch Hall und der Union Investment zusammen.
Das Girokonto der Sparda-Bank Hamburg ist seit seiner Einführung 1923 für Kunden kostenlos.

## Nachhaltigkeit und Engagement
Als eine von nur 15 Banken erfüllte die Sparda-Bank Hamburg bei einem Test der Stiftung Warentest 2025 die Mindestkriterien für Nachhaltigkeit.
Die Sparda-Bank Hamburg wurde 2013 vom TÜV Süd als eines der ersten Unternehmen in der Branche als klimaneutral zertifiziert. Für die nicht vermeidbaren Emissionen leistet die Genossenschaftsbank einen Klimaschutzbeitrag. Das Unternehmen bietet außerdem ein klimaneutrales Girokonto an und vergibt Klimakredite, mit denen etwa nachhaltige Modernisierungsmaßnahmen an Häusern finanziert werden sollen. Weiterhin vergab die Bank gemeinsam mit dem Hamburger Abendblatt von 2015 bis 2020 den „Sparda-Bank Hamburg Award“, mit dem Projekte in den Bereichen Umweltschutz, soziales Engagement und Sport unterstützt wurden. Das Unternehmen fördert darüber hinaus seit 2020 den Nachhaltigkeitspreis, der jedes Jahr im Hamburger Stadtteil Harburg für verschiedene nachhaltige Projekte vergeben wird.
Das Unternehmen unterstützt zudem über das Gewinnsparen verschiedene gemeinnützige Projekte aus den Bereichen Soziales, Umweltschutz und Sport. Rund eine Million Euro wird jährlich aus diesen Erlösen an mehr als 100 Vereine, Einrichtungen und Stiftungen aus der Region gespendet.
Die Sparda-Bank Hamburg gründete außerdem eine Stiftung gegen Überschuldung, die ihren Mitgliedern helfen soll, wenn diese etwa durch Krankheit oder Arbeitslosigkeit in Not geraten sind.

## Auszeichnungen
- 2021, 2022, 2023 und 2024: Fairness-Preis in der Kategorie Genossenschaftsbanken von N-tv und dem Deutschen Institut für Service-Qualität (DISQ)[17]

- 2023: Testsieger im Bereich Onlinebanking von DISQ[18]

- 2023: Nachhaltiges Girokonto für junge Menschen wird Finanzprodukt des Jahres[19]

- 2024: Auszeichnung als fairster Baufinanzierer von Focus-Money[20] Geschäftsgebiet

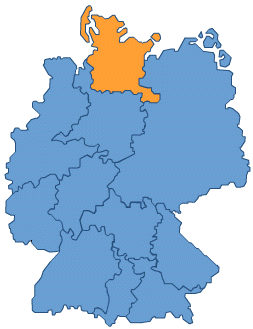
Geschäftsgebiet